# Markgräfin-Wilhelmine-Preis der Stadt Bayreuth
Der Markgräfin-Wilhelmine-Preis der Stadt Bayreuth (ausführlich: Markgräfin-Wilhelmine-Preis der Stadt Bayreuth für Toleranz und Humanität in kultureller Vielfalt) ist ein internationaler Menschenrechtspreis, den die Stadt Bayreuth seit 2008 verleiht. Initiator war der damalige Bayreuther Oberbürgermeister Michael Hohl, vorgeschlagen werden die Preisträger von der Universität Bayreuth.

## Hintergrund
Mit dem 2008 gestifteten Preis erinnert die Stadt Bayreuth an die Zeit der Aufklärung im 18. Jahrhundert, die in Bayreuth maßgeblich durch Markgräfin Wilhelmine geprägt wurde. Ebenfalls seit 2008 richtet die interdisziplinär ausgerichtete Universität Bayreuth das seither jährlich stattfindende Zukunftsforum Bayreuth aus. Der Markgräfin-Wilhelmine-Preis wird „im Rahmen der öffentlichen Tagungen des Zukunftsforums an Persönlichkeiten oder Gruppen verliehen, die sich im internationalen Bereich auf kulturellem, sozialem, politischem oder wissenschaftlichem Gebiet um die kritische Reflexion europäischer Wertvorstellungen und die interkulturelle Verständigung verdient gemacht haben“. Zunächst wurde der Preis alljährlich vergeben, seit 2012 nur noch jedes zweite Jahr. Die Auszeichnung ist mit 10.000 Euro dotiert.

## Preisträger
- 2008 Wole Soyinka für sein engagiertes Eintreten für Humanität und Toleranz
- 2009 Daniel Barenboim für sein beispielhaft friedensstiftendes Wirken mit dem West-Eastern Divan Orchestra
- 2010 Hassan ibn Talal für seinen Einsatz für den Dialog zwischen den Religionen und die Förderung des Verständnisses und der Eintracht zwischen islamischer und nicht-islamischer Welt
- 2011 Madjiguène Cissé
- 2012 Klaus Töpfer
- 2014 Christian Führer
- 2016 Code Pink

## Preisverleihung an Code Pink

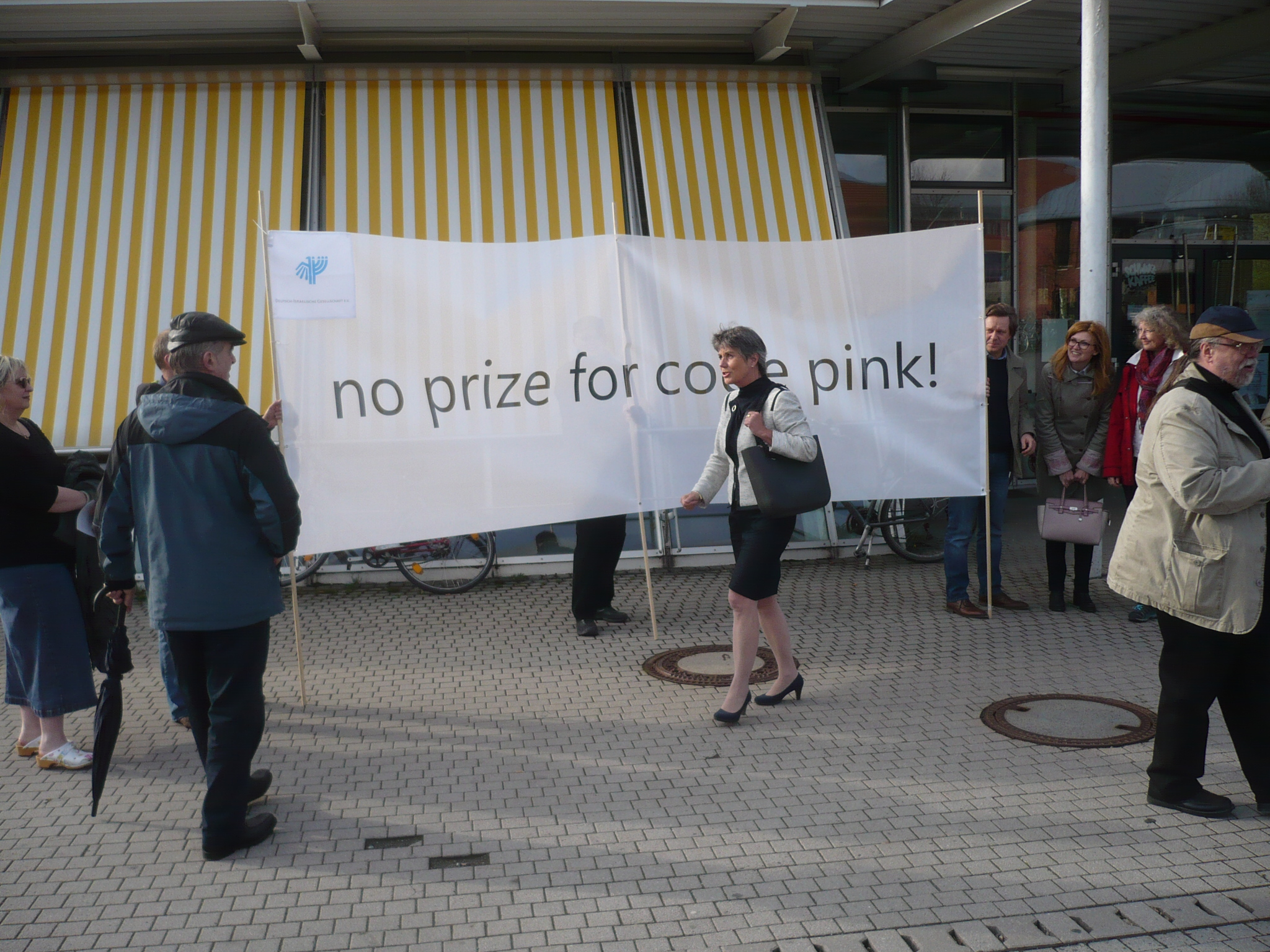
Gegenkundgebung der Deutsch-Israelischen Gesellschaft Bayreuth, vor dem Transparent Oberbürgermeisterin Brigitte Merk-Erbe

Am 15. April 2016 erhielt die US-amerikanische Bürgerrechtsbewegung Code Pink den Preis. Nachdem mögliche israelkritische Tendenzen der vor allem von Frauen getragenen Bewegung bekannt wurden, war die bevorstehende Preisverleihung zunächst umstritten. Die Oberbürgermeisterin der Stadt, Brigitte Merk-Erbe, regte an, von der Preisverleihung abzusehen. Am 23. Februar 2016 beschloss der Stadtrat jedoch mit knapper Mehrheit, die Preisvergabe nicht zurückzunehmen. Die als Laudatorin vorgesehene Schauspielerin Jasmin Tabatabai sagte ihre Teilnahme ab.
Brigitte Merk-Erbe, die den Preis übergab, sprach von einer „schmerzhaften Preisverleihung“. Der Bayreuther Dekan Hans Peetz, der statt Jasmin Tabatabai eine ausdrücklich nicht als Laudatio bezeichnete Rede hielt, nannte Code Pinks Standpunkt gefährlich, die israelische Besatzungspolitik mit der Apartheid in Südafrika zu vergleichen. Als abwegig kritisierte er Stellungnahmen, Bayreuth sei durch die Preisverleihung zu einer „Hochburg des modernen Antisemitismus“ geworden. Am Ort der Preisverleihung, dem Audimax der Universität Bayreuth, fand eine von der Deutsch-Israelischen Gesellschaft Bayreuth organisierte Gegenkundgebung statt.

## Ausblick
Im Juni 2018 wurde bekannt, dass eine Preisverleihung in der bisherigen Form nicht mehr stattfinden soll. 2019 wurde der Preis nicht vergeben, auch für 2020 wurde – entgegen einem von den Stadtratsmitgliedern von CSU, SPD und FDP eingebrachten Antrag – keine Preisvergabe geplant.